# I Bisonti (album)
I Bisonti è il secondo album del complesso musicale italiano dei I Bisonti, pubblicato dalla City Record con distribuzione Ariston Records; è stato ristampato con il titolo cambiato in I Bisonti - The Second.

## Il disco
Pubblicato ad un anno di distanza dal disco di debutto, il secondo 33 giri del gruppo milanese si caratterizza per la presenza di canzoni inedite: dei dieci brani contenuti del disco, La voce dell'anima e La lunga domenica, che sono sicuramente le due canzoni più orecchiabili, vengono pubblicate su 45 giri, mentre gli altri sono reperibili solo su 33 giri.
Anche in questo disco, come nel precedente, non sono presenti cover, ed in questo i Bisonti si staccano da quello che era l'uso consueto dei complessi beat italiani.
In alcune canzoni, come Dolce amico dei fiori, il gruppo si avvicina anche a sonorità vicine al progressive; gli arrangiamenti sono curati dal Gianluigi Pezzera, che è anche il tecnico del suono dell'album.
La copertina del disco è bianca, con una foto del gruppo in negativo al centro e i titoli delle canzoni (ognuno di un colore diverso) che la circondano a spirale.
Nella ristampa su CD curata dalla Musicando (5234) vengono aggiunte 8 bonus tracks, tra cui i due brani del 45 giri pubblicato nel 1970, Oh simpatia/Per noi due, alcuni successi del gruppo come Crudele, Occhi di sole, La tua ombra e la loro versione di Lucille di Little Richard.

## Tracce
LATO A
1. Dolce amico dei fiori (testo di Romualdo Friggieri; musica di Logan e Giuliani) - 4:42
2. Donna che cos'hai (testo di Romualdo Friggieri e Polizzi; musica di Riscian e Paolo Gatti) - 3:20
3. Strada bianca (testo e musica di Zorzi e Armando Franceschini) - 3:47
4. Fiori blu (testo di Teresina Ferrari; musica di Riscian) - 3:02
5. La voce dell'anima (testo di Romualdo Friggieri e Ferrari; musica di Riscian e Paolo Gatti) - 2:43

LATO B
1. Non vado lontanissimo (testo di Testa; musica di Riscian e Pezzera) - 2:57
2. Carillon (testo e musica di Franceschini) - 2:53
3. È dall'inizio del mondo (testo di Teresina Ferrari; musica di Riscian e Paolo Gatti) - 3:14
4. A pagina 26 (testo di Romualdo Friggieri e Teresina Ferrari; musica di Angrek) - 3:38
5. Lunga domenica (testo di Romualdo Friggieri; musica di Miglioli) - 2:56

Bonus tracks (sulla ristampa in CD):
1. Occhi di sole (testo di Romualdo Friggieri; musica di Mucci e Paolo Gatti) - 2:58
2. La tua ombra (testo di Romualdo Friggieri; musica di Mucci e Paolo Gatti) - 2:49
3. 24 dicembre (testo di Romualdo Friggieri e Teresina Ferrari; musica di Paolo Gatti e Ciro D'Ammicco) - 3:09
4. Lucille (testo e musica di Richard Wayne Penniman e Albert Collins) - 2:05
5. Portami tante rose (testo di Michele Galdieri; musica di Cesare Andrea Bixio)
6. Per noi due (testo di Domenico Serengay; musica di S. Ferretti)
7. Oh simpatia (testo di Domenico Serengay; musica di Paolo Gatti e S. Ferretti)
8. Crudele (testo di Romualdo Friggieri; musica di Solisca) - 2:28

## Formazione
- Bruno Castiglia: voce, chitarra
- Paolo Pasolini: organo
- Paolo Cocchi: basso
- Gianni Calabria: batteria
- FULVIO CAROTTI: chitarra

In alcune delle bonus tracks (quelle antecedenti al 1968) ha suonato la chitarra Fulvio Carotti